# کریستیان گارسیا (بازیکن فوتبال اهل اسپانیا)
کریستیان گارسیا (انگلیسی: Cristian García؛ زادهٔ ۲۱ دسامبر ۱۹۸۱) بازیکن فوتبال اهل اسپانیا است.
از باشگاه‌هایی که در آن بازی کرده‌است می‌توان به باشگاه فوتبال کوردوبا، باشگاه فوتبال سابادل، باشگاه فوتبال پومفرادینا، باشگاه فوتبال کادیس، و باشگاه ورزشی تنریف اشاره کرد.